# Psykiatrisk intensivvårdsavdelning
Psykiatrisk intensivvårdsavdelning, ofta kallad PIVA, är i Sverige en särskild psykiatrisk vårdavdelning för patienter med ett omfattande vårdbehov. Nästintill alla patienter vid sådana avdelningar är tvångsomhändertagna, vilket innebär att de vårdas enligt lagen om psykiatrisk tvångsvård (LPT). Patienterna kan exempelvis vara suicidala eller psykotiska. Patienterna tvångsvårdas för att skydda sig själva eller för att skydda personer i närheten. På PIVA arbetar läkare, sjuksköterskor och skötare. PIVA är ett relativt nytt begrepp inom svensk psykiatri men vårdformen har brett ut sig i Sverige under 2000-talets första decennium. Många landsting i Sverige har PIVA-avdelningar.